# Dorianův osud
Dorianův osud (uváděn i jako Dorianův osud aneb Syndrom Doriana, v ukrajinském originále Доля Доріана (або Синдром Доріана)) je komorní opera – podle autorského žánrového označení „opera noir“ – o dvou dějstvích ukrajinské skladatelky Karmelly Cepkolenkové na libreto Serhije Stupaka z roku 1989. Opera byla poprvé uvedena na konci školního roku 1989/1990 operním studiem Kyjevské konzervatoře (od 1995 Národní hudební akademie Ukrajiny P. I. Čajkovského).

## Vznik, charakteristika a historie
Významná ukrajinská skladatelka Karmella Cepkolenko (nar. 1955) se od počátku 70. let 20. století zařadila mezi ukrajinskou hudební avantgardu. Poté, co v několika instrumentálních skladbách odkazovala na divadlo (Divadelní sonáta, 1986; Koncert-Drama, 1987) a dramatický prvek byl zastoupen i některých jejích vokálních skladbách jako v kantáta Žal nad skoromochem (1987), napsala roku 1989 svou první hudebně-dramatickou práci, komorní operu pro pět pěveckých sólistů, tři tanečníky a třináct instrumentalistů Dorianův osud.
Námět je převzat ze známého románu Oscara Wilda, který byl mnohokrát hudebně dramaticky zpracován (první operní inscenací tohoto příběhu byla opera Dorian Gray Carla Flicka Stegera, jež měla premiéru v Ústí nad Labem roku 1930). Opera je napsána pro pět pěveckých sólistů – soprán, kontratenor (v provedeních fakticky nahrazovaný sopránem), tenor, baryton a bas, kteří představují hlavní postavy dramatu (Doriana, malíře Basila, Dorianova svůdce lorda Henryho a Dorianem svedenou Sibyl) a „přízrak“, který je hlasem destruktivní tendence Dorianova podvědomí. Tři tanečníci vyjadřují tři různé Dorianovy podoby. Autoři nazvali toto dílo „opera noir“ – narážka na film noir – pro vyjádření jeho tíživé atmosféry. Podtitul „Syndrom Doriana“, použitý až pro novodobou inscenaci, odkazuje na psychiatrický pojem „syndrom Doriana Graye“.

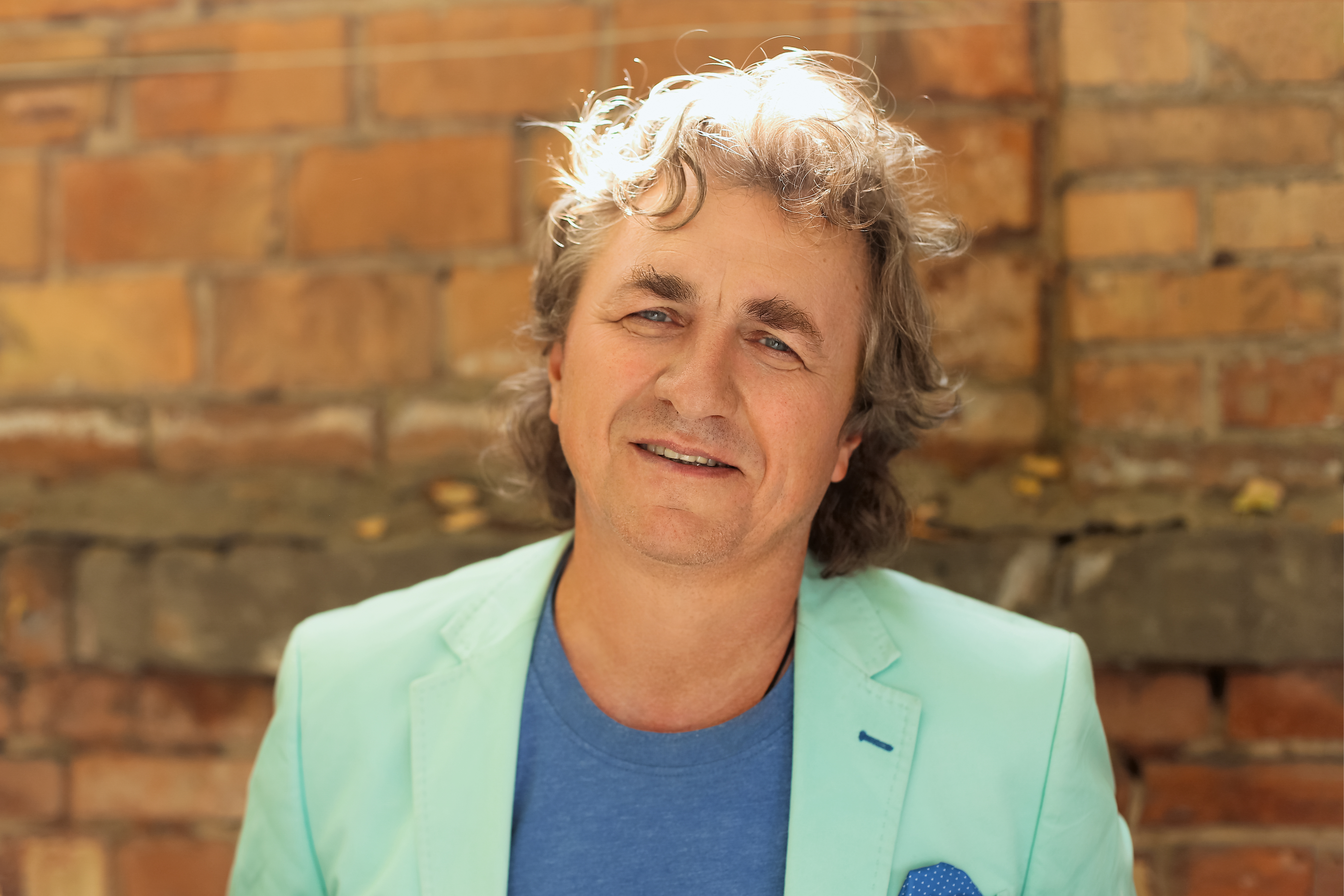
Volodymyr Sirenko dirigoval roku 1990 premiéru Dorianova osudu. Fotografie z roku 2018

Cepkolenkové operu poprvé nastudovala Kyjevská konzervatoř; sólisty sdružené do ansámblu Kyjevská Kamerata dirigovat jako čerstvý absolvent Volodymyr Fedorovyč Sirenko, od 1999 umělecký vedoucí a šéfdirigent Národního symfonického orchestru Ukrajiny. Při příležitosti této inscenace byla pořízena nahrávka, která byla později vydána na CD. Roku 2004 tuto operu nastudovalo Záporožské akademické oblastní ukrajinské hudebně-dramatické divadlo Volodymyra Magara; premiéra se konala 11. června při příležitosti otevření Malého studia tohoto divadla, dirigoval Alexandr Surženko, režii měl Andrej Romanov. Poté roku 2016 (premiéra 2. června v sále ЦНМ Diya v Kyjevě) úspěšně nastudoval další inscenaci soubor HRONOTOP.UA. Režii měl Anton Lytvynov, dirigovala Viktoria Racjuková. V této inscenaci hráli Doriana Ivan Butkaljuk, Přízrak Olga Ďadivová, Basila Ruslan Kirš, Henryho Jevhen Rachmanin a Sibyl Anna Maryčová.
V oboru hudebně-dramatických děl Cepkolenková napsala vedle Dorianova osudu ještě dvě „mini-mono-opery“, totiž Mezi dvěma ohni (Між двох вогнів) rovněž na libreto Serhije Stupaka, a to podle romáu Stepní vlk Hermanna Hesseho, která měla premiéru v Oděse roku 1995, a Dnes večer Boris Godunov (Heute abend Boris Godunov), která měla premiéru v Divadle na Vídeňce roku 2011. Kromě toho se podílela na kolektivní kompozici Koncert ptáků (Konzert der Vögel), která měla premiéru v Salcburku roku 1997.

## Osoby a první obsazení

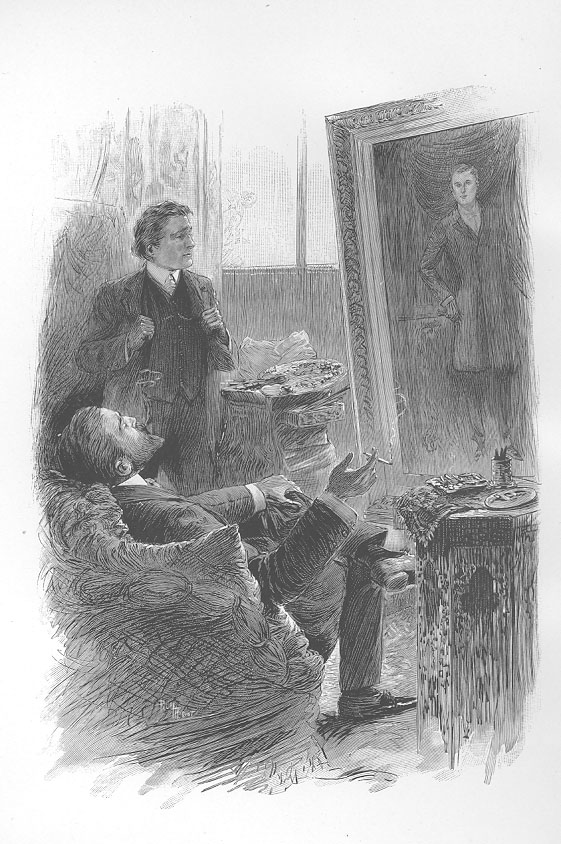
Malíř Basil Hallward a lord Henry obdivují obraz Doriana Graye. Rytina Eugena Détéa podle Paula Thiriata, 1908

| osoba                       | hlasový obor         | premiéra (1990)   |
| --------------------------- | -------------------- | ----------------- |
| Dorian Gray                 | tenor                | Femmi Mustafaev   |
| Basil Hallward              | baryton              | Valerij Burmister |
| Lord Henry                  | bas                  | Taras Konoščenko  |
| Sibyl                       | soprán               | Inna Malaja       |
| Přízrak                     | kontratenor (soprán) | Svitlana Duška    |
| Tři podoby Doriana          | tři tanečníci        | …                 |
| Dirigent: Volodymyr Sirenko |                      |                   |

## Děj opery
Malíř Basil Hallward maluje portrét krásného mladého muže Doriana Graye. Jeho přítel, filosof, bonviván a poživačník, je portrétem zaujat, seznámí se s naivním Dorianem a svádí ho k nezřízenmu životu. Když Dorian vidů svůj portrét a myslí na to, že zestárne, přeje si, aby mohl stárnost portrét a ne on; a tak se i stane.
Dorian propadá sebelásce a sobeckému, nezřízenému životu; zatímco ostatní včetně lorda Henryho stárnou, on zůstává mladý a krásný. Naváže vztah s herečkou Sibyl, ale když ta na jevišti neuspěje, odvrhne ji a ona spáchá sebevraždu. Před odjezdem do ciziny navštíví Doriana Basil a dozví se tajemství portrétu; Dorian ho zabije, aby tajemství neprozradil. Doriana začne tížit svědomí, ale jeho pokusy napravit své chyby neuspějí; portrét je odhalí jako jiné projevy sebelásky a dále stárne a oškliví. Jako poslední prostředek se Dorian rozhodne obraz zničit, ale tím zabije sám sebe. Obraz nabude svou původní krásu, zatímco lidská mrtvola má rysy starého a vyžilého muže.

## Instrumentace
Flétna, hoboj, klarinet, fagot; dva lesní rohy; tympány, claves, triangl, zavěšené činely, vířivý buben, velký buben; cembalo, klavír; dvoje housle, viola, violoncello, kontrabas.

## Nahrávky
- 1990 (CD 1994 Association New Music, Odessa) Zpívají: (Dorian) Femmi Mostafaev, (Basil) Valerij Burmister, (Henry) Taras Konoščenko, (Sibyl) Inna Malaja, (přízrak) Svitlana Duška. Komorní orchestr Kyjivska Kamerata řídí Volodymyr Sirenko.[3]